# Српски надреалисти
Надреализам (фр. surréalisme) је књижевни и уметнички покрет који настаје у Француској после Првог светског рата. Наставља дадаизам и његов бунтовнички дух, побуну против традиције, устаљених навика и обичаја, презир према друштвеним нормама, али за разлику од негаторског духа дадаизма, истиче и своју позитивну и конструктивну страну и има одређени програм. И дадаизам и надреализам су пре свега авангардни покрети. Оба покрета су делила уверење да друштвени и политички радикализам мора ићи руку под руку са уметничком иновативношћу.

## Надреализам
Иако је једна од основних одлика надреализма прекид са традиционалном књижевношћу и уметношћу, надреализам ипак има своје претходнике. То су писци који стварају атмосферу страха, тајанствену страну људске природе као што су Маркиз де Сад, Артур Рембо, Гијом Аполинер. Почетак надреализма везује се за име Андреа Бретона и објаву његовог „Манифеста надреализма“ 1924. године. Око Бретона се затим групишу и писци попут Арагона, Елијара, Переа и других. Покрету је припадао и сликар Салвадор Дали.
Гласило надреализма био је часопис „Littératuré“ („књижевност“ на српском), који су 1910. основали Бретон, Аргон и Супо. Овај часопис најпре је био дадаистички, да би од 1922. године, након одвајања Бретона и његове групе од Тристана Царе, постао часопис надреалиста „La révolution surréaliste“ („надреалистичка револуција“). Тај часопис је издавао Бретон од 1924. до 1929. године. Бретон је објавио три манифеста надреализма, као и више чланака и списа, где је изразио главну концепцију покрета: „Манифест надреализма“ (1924), „Други Манифест надреализма“ (1930), „Политички положај надреализма“ (1935), „Увод у Трећи манифест надреализма или не“ (1942).
Своја схватања је применио у делима попут „Изгубљени Кораци“ (1924), „Нађа“ (1928) и други.
Аутоматско писање постаје главно техничко средство надреалиста. Бретон у првом манифесту преузима Ревердијеву дефиницију слике „повезивања двеју мање или више удаљених реалности“. Салвадор Дали је развио теорију о „параноично-критичком делиријуму“, што значи „ултрасвешћу открити подсвест“.
Од краја 1925. године настаје нова етапа у развоју надреализма који се приближава марксизму.

## Српска књижевност

### Културно-историјски контекст
Почетним међашем у развоју српског надреализма може се сматрати деловање београдског часописа „Сведочанства“ који је излазио у Београду од новембра 1924. до марта 1925. године. На трагове којима је надреализам био наговештен наилази се и нешто раније, у новој серији београдског часописа „Путеви“ (1923, број 1-2, секретар и уредник Марко Ристић), мада је тај часопис био ревија са изразитим обележјима експресионистичког стила. У простору деловања југословенских књижевности није постојао дадаизам, али се у предузимљивости Драгана Алексића и акцијама Мони Булија назирао дадаистички експеримент. Српски надреализам настајао је ослоњен на француски надреализам: Бретона, Арагона и друге и текао је упоредо с њим.

### Поетичке одлике
Надреализам је откривао подсвест, сан, ирационалне изворе људског бића као нову реалност. „Чињеница да су надреалисти изашли са потпуном негацијом освештаног, од логике до морала, и да су им се за то одрицање чинила допуштена сва средства до скандала, скандализовала је са своје стране грађански менталитет, и овај је свим средствима реагирао на те перверзне провокације. Надреализам је вређао утврђени начин мишљења, и онда је на увреду вређањем реагирао. Надреалистичко инсистирање на несвесноме, које је надреалисте упутило на сан и одвело их аутоматском писању, ојачало се и оплодило у сусрету са психоанализом и фројдизмом. У тој неминовности треба, можда, гледати и разлог даљем развоју надреализма, који се из, првобитног, индивидуалистичког и идеалистичког инсистирања у области ирационалнога само ради откривања ирационалнога као сврхе за себе, постепено преобратио у акцију која тежи да своја искуства колективно примени и стави у службу једном одређеноме циљу. Према томе, надреалистичко ослобођење човека одговарало би свему социјалистичком ослобођењу друштва: једна паралелна и по истим принципима револуција, само на два разна плана, социјални микрокосмос и социјални макрокосмос.“
Надреализам је покушао да, ослоњен на психоаналитичка открића, учини разумљивијом личност модерног човека. Померао је искуствену представу о свету. Приказивао је непоузданост очигледне истине и логичког закључивања, доводећи у везу, у својим колажима, на пример предметну појавност са евокативним силуетама из прошлости. Круг српских надреалиста у својим трагањима, већ у часопису „Сведочанства“ (1924/1925), преко тумачења снова, или обелодањивањем представа света померених личности, „стварања“ умоболних, глувонемих, самоубица, лажљиваца, злочинаца, откривао је домаћој литератури до тада непознати „континент“. Надреалисти верују у снове, у њихове предсказивачке моћи. Често наглашавају примат снова над секундарношћу будног стања. Надреалистичка поезија подразумева ослобађање људског живота, зато што омогућава бекство од робовања уму и границама које се намећу реалношћу.
Ирационализам који је величао надреализам може се схватити као целовито прихватање сила које делују испод глазуре цивилизације.
Надреалистички подухват двадесетих и тридесетих година се развио у кругу београдских интелектуалаца. Године 1930. у аламанаху „Немогуће“, тринаест писаца је писало прокламацију о конституисању надреалистичког покрета. То су били: Александар Вучо, Оскар Давичо, Милан Дединац, Младен Димитријевић, Ване Живадиновић Бор, Радојица Живановић Ное, Ђорђе Јовановић, Ђорђе Костић, Душан Матић, Бранко Миловановић, Коча Поповић, Петар Петровић и Марко Ристић. Као група они нису били јединствени. Већ у првом збирном делу, после „Немогућег“, „Позиција надреализма“, 1931. године, изостала су двојица од тринаест надреалиста. Српски надреализам достиже најширу могућност утицаја у часопису „Надреализам данас и овде“ . Од нарочитог значаја у том часопису био је критички осврт на експресионизам у српској књижевности. Најзад, у часопису „Надреализам данас и овде“ учињене су умесне критичке примедбе на скученост литерарног концепта „социјална литература“. То је био крај надреализма.
Српски надреализам у периоду свог деловања, 1924-1932. увео је српску књижевност у врх европског авангардизма. Много касније, у интервалу 1952- 1956. године појединачно су неки од бивших надреалиста (Оскар Давичо, Марко Ристић, Душан Матић и Александар Вучо) настојали да оживе и актуелизују надреализам, али то више није био надреализам већ само чежња за њим.
Први аутоматски текст у српској књижевности, „Пример” (1924) Марка Ристића, настао одмах по објављивању Бретоновог првог „Манифеста надреализма”, требало је да послужи као очигледан доказ о применљивости новог метода писања. Сасвим у складу са Бретоновом поставком, та поетичка иновација је била лишена било каквих тежњи ка естетизацији језика или ка обликовању семантичких структура. Зато ће Ристић, у краткој уводној напомени, рећи да је дати текст „пример надреалистичког писања, без икакве тежње за лепим, за разумљивим, само је један чист документ о току непримењене мисли”.
У тој краткој напомени српски надреалиста је истакао две чињенице важне за разумевање праве природе аутоматског текста. С једне стране, наглашава како је добијени текст јединствен и непромењив. Тиме је, рекло би се, демонстрирао како је моћ креативне маште, тачније аутоматског писања, толико изнад рационалне контроле, да ова друга није имала никаквих могућности да на добијеном тексту интервенише и бар мало га измени. С друге стране, Ристић истиче како је семантички учинак аутоматског текста могуће одредити тек накнадно, у акту читања, будући да га у акту стварања није било, односно да аутор ништа одређено и смислено није хтео да каже. Ако нема интенционалног значења, онда има, или може да има, рецептивног значења. У аутоматском тексту као „непримењеној мисли”, Ристић, очигледно, препознаје занимљиво и неочекивано низање слика, тј. сведочанство“о њеној игри сликама којима се тек а постериори може наћи симболички смисао и могућност поетске деформације стварности”.
У поезији, као и у поетици Гијома Аполинера и његових надреалистичких наследника, изражен је један облик темпоралности: реч је о ониричком времену, које вуче корене из античког орфизма. Феномен времена, баш као и феномен сна, фундаменталан је и за аполинеровски и за надреалистички симболизам: сусрећу се у идеји привилегованог тренутка, названог каирос по хеленистичком божанству. У каиросу, психичка трансценденција постаје иманенција песме – ониричка стварност, фантазмагорична стварност, стварност у којој жеље укидају линеарно време и емпиријски простор.
У релативно кратком периоду, од краја 1924. до 1926. године, изграђена су два модела надреалистичког аутоматског текста. Примарна поетичка интенција надреалистичког аутоматског писања била је, неоспорно, усмерена ка разоткривању нових могућности самог језичког израза као основног вида ослобађања модерног човека. Необично је, међутим, то што писци српског аутоматског текста у великој мери поштују синтаксу сопственог језика. Синтакса је, наиме, најочигледнији простор у коме се очитава деловање логике, мисли и смисаоног поретка уопште. У сваком случају, без обзира како разоткривали унутрашње финесе аутоматског текста, јасно је да његов ефекат не треба примарно да буде мерен естетским вредностима: његова сврха, коначно, није ни била да изгради релевантну књижевну праксу него да, пре свега пробуди скривене креативне потенцијале човека модерног доба. Ако је српска књижевност у дугом временском низу стекла ствараоце попут Васка Попе, Миодрага Павловића, Бранка Миљковића, Борислава Радовића, Милорада Павића, Алека Вукадиновића, Милутина Петровића, Вујице Решина Туцића, Бранка Алексића, Небојше Васовића, Ласла Блашковића и других, који су препознали и реактуелизовали надреалистичко наслеђе, па посредно и поступак аутоматског писања, као и читав низ разноврсних типова дискурса, укључујући и дискурс лудила, онда можемо установити постојање довољне временске и креативне дистанце да се у свим сегментима надреалистичког наслеђа може дистинктивно говорити.
У часопису „Стожер“ 1931. године почела је дискусија између социјалних писаца и београдских надреалиста. Додирне тачке у друштвеним ставовима истиче Јанко Ђоновић: „Све Ваше шибе које се односе на прошлост, на друштво и дух око нас дијелим. Све што постоји у Вашем рушењу постоји и у мојему. Значи, ми смо ипак данас најближи једни другима.“ 
Пре свега, заједничка им је била оцена друштвеног поретка, његова неподношљивост и неодрживост. И једни и други су у својим полазним позицијама наглашавали да прихватају дијалектички материјализам као метод, а марксизам као своју основну друштвено-идејну платформу.
Цивилизацију у којој су настали надреалисти су негирали као целовитост због њене бременитости противуречностима, а свој положај и себе, као интелектуалце формиране у друштву које негирају, сагледавали су као израз пропадања једне друштвене структуре. Свест о своме друштву и своју судбину интелектуалаца надреалисти су откривали усвајајући методолошке тековине Фројдове психоанализе и повезујући их са дијалектичким материјализмом. Задржавајући се на надреалистичком схватању ослобађања подсвести и њеном укључивању у службу дијалектике, Ханифа Капиџић-Османагић каже да београдски надреалисти „захтијевају да дијалектички метод, који је дотад био изучаван само у домену свијести, буде проширен на историјску, афективну, ирационалну дијалектику.“
Тај нови домен људске стварности надреалисти су захватили да би показали сложеност проблематике етичких мерила и релативност норми које су устаљене у друштву, као и недовољност тих мерила да буду израз стварног морала у његовој хетерогености. Суштину морала, према мишљењу надреалиста, сачињавају тако различити, а блиски елементи као што су нагон, жеље и стварност. У томе они дају примат човековом хтењу, јер је, у ствари, хтење, жеља људска, оно што покреће, ствара и руши светове, она је револуционарни фактор. Надреалисти уметност поистовећују са моралним чином, јер она у својој суштини носи захтев за променом. Упоредо са дискусијом у „Стожеру“, делимично и њој као прилог, почела је аутокритика надреализма. Смисао аутокритике је произилазио из настојања да се усаврши надреалистички спој метода психоанализе и дијалектичког материјализма, и на основу анализе и открића превазилазе се ранија гледишта.

### Дезинтеграција надреализма
У време монархистичке диктатуре у Југославији, а нарочито последњих година надреалистичког покрета (1932-1933), београдски надреалисти су као појединци заузимали ставове који су значили њихово опредељивање за практичну акцију у актуелним друштвеним појавама своје средине. Неки су се укључили у револуционарни покрет и били чланови Комунистичке партије Југославије. Због своје друштвене активности били су 1932. ухапшени Оскар Давичо, Ђорђе Костић, Коча Поповић, Ђорђе Јовановић, Душан Матић и Александар Вучо. Оскар Давичо, па онда и Ђорђе Јовановић су осуђени на робију. Тако се покрет надреализма полако угасио.
У идејном, креативном и практичном односу према животној стварности зачеће се клица неслагања међу надреалистима, што ће проузроковати крах покрета. Покрету социјалне књижевности пришли су: Ђорђе Јовановић, Коча Поповић, Александар Вучо и Душан Матић. Марко Ристић се насупрот њима залагао за уметничке принципе блиске надреализму и борио се против вулгаризације књижевности. Оскар Давичо и Милан Дединац се посебно издвајају и чине мост између два крила бивших припадника београдске надреалистичке школе. Они су се друштвено активирали, чак и сарађивали у публикацијама које су уређивали социјалистички писци, али су у својим поетичким остварењима задржали надреалистичке призвуке. Петар Поповић, Ђорђе Костић и Ване Живадиновић Бор после 1932. више не учествују активно у друштвеном и уметничком животу. Разлаз на литерарном плану значи и крај деловања београдског круга надреалиста.
Надреализам, са своје стране, почива на вери у вишу реалност одређених форми асоцијација које су биле притиснуте, као и на вери у моћи сна и слободној игри речи. Управо сусрет далеких, логички заправо неспојивих реалности, које Бретон у свом манифесту наводи као битну карактеристику надреалистичке поетике, представља основни систем на којем почива надреалистички и имагинарни свет. У њему је пројектовано настојање да се у потпуности литерарно доврши рехабилитација ирационалног. То што се обично постиже преко снова, халуцинације, или у аутоматском писању, и што треба да буде надреално, заправо је подсвесно.

## Надреалистичка издања
Први заједнички наступ надреалиста био је алманах „Немогуће – L’Impossible” (1930), који излази у Београду са манифестом покрета који потписују тринаесторица чланова групе: Александар Вучо, Оскар Давичо, Милан Дединац, Младен Димитријевић, Стеван Живадиновић - Ване Бор, Радојица Живановић Ное, Ђорђе Јовановић, Ђорђе Костић, Душан Матић, Бранко Миловановић, Коча Поповић, Петар Поповић и Марко Ристић. Након манифеста следи анкета „Чељуст дијалектике”, а затим и стихови и прозни текстови, критика, изјаве уметника, и други садржаји, праћени визуелним материјалом и ликовним прилозима чланова групе. У алманаху, осим београдских надреалиста, сарађују и француски надреалисти Андре Бретон, Пол Елијар, Бенжамин Пере, Луј Арагон, Рене Шар и Андре Тирион. Први број часописа француских надреалиста „Le surréalisme au service de la révolution” (Надреализам у служби револуције) доноси текст посвећен оснивању групе српских надреалиста и њиховом манифесту.
Након алманаха „Немогуће”, уследило је више публикација названих „надреалистичка издања“. Између осталих то су Позиција надреализма (1931), „Надреализам данас и овде” (1931-1932), „Нацрт за једну феноменологију ирационалног” (1931) Коче Поповића и Марка Ристића, „Положај надреализма у друштвеном процесу” (1932) Оскара Давича, Ђорђа Костића и Душана Матића, „Анти-зид” (1932) Вана Живадиновића Бора и Марка Ристића и „Један надреалистички одговор" који потписује више аутора.
У другој значајној надреалистичкој публикацији, часопису „Надреализам данас и овде”, осим београдских надреалиста (Вучо, Давичо, Ване Бор, Живановић Ное, Ристић, Матић, Костић, К. Поповић, П. Поповић), прилоге и текстове објављују и надреалисти из Француске, Дали, Бретон, Шар, Кревел, Елијар, Ернст, Танги и Цара. Ликовне прилоге објављују и Алберто Ђакомети и Хуан Миро. Часопис престаје да излази након три објављена броја.
Српски надреалисти сарађују и у публикацијама француске групе, као на пример у 3. броју часописа „Le surréalisme au service de la révolution” („Надреализам у служби револуције”), где објављују „Позицију надреализма” под насловом „Belgrade, 23 décembre 1930”. Потписници су Давичо, Дединац, Ване Бор, Живановић Ное, Јовановић, Костић, Матић, Коча и Петар Поповић, Марко Ристић и Александар Вучо.
Године 1932, у Уметничком павиљону Цвијета Зузорић у Београду, изложбу надреалистичких слика са надреалистичким издањима приређује Радојица Живановић Ное.
Исте године, због револуционарних и надреалистичких активности, Оскар Давичо је ухапшен у Бихаћу, а Ђорђе Јовановић и Коча Поповић у Београду. Казне издржавају у Сремској Митровици, где неки остају и више година. Рене Кревел, француски надреалистички песник, објављује тим поводом чланак у шестом броју гласила француског надреалистичког покрета „Le surréalisme au service de la révolution” („Надреализам у служби револуције”), под називом „Des surréalistes yougoslaves sont au bagne” („Југословенски надреалисти на робији”).

## Српски надреалисти
- Салмон Мони де Були (Salmon Monny de Boully)
- Оскар Давичо

Оскар Давичо (1909-1989) надмашио је све остале снагом талента, плодношћу и ширином утицаја. Као песник се појавио рано. Прву песму објавио је као гимназијалац (1925). Међу надреалистичким издањима налазе се две његове књижице песама и поетских текстова: „Трагови” (1928) и „Четири стране света и тако даље” (1930), песма у прози „Анатомија” (1930) и брошура „Положај надреализма у друштвеном процесу” (1930), коју је написао заједно с Душаном Матићем и Ђорђем Костићем. У његовој најранијој поезији све је подређено експерименту, истраживању могућности песничког израза, примени начела аутоматског писања. Најпотпунији израз Давичо је достигао у социјалној фази, када је надреалистичка песничка искуства ставио у службу револуционарне ангажованости. „Давичо је сишао са Олимпа надреализма у социјалну поезију”, написао је један критичар с левице поводом изласка његове књиге Песме (1938).
Била је то, међутим, сасвим особена социјална поезија, пуна маштовитих слика, вербалног хумора, игре речима, еротике. Иако с неутралним насловом, ова збирка је, као и све наредне, тематски компактна. Давичо се као прозни писац развио у рату и након рата. Објавио је најпре ратни дневник „Међу Маркосовим партизанима” (1947), а затим више књига путописне, есејистичке и полемичке прозе, десет романа и збирку приповетка „Нежне приче” (1984). Рођен је у Шапцу, у јеврејској чиновничкој породици. Студирао је у Паризу, а дипломирао на Филозофском факултету у Београду. Једно време радио је и као професор у Првој мушкој гимназији у Београду. Умро је у Београду 1989. године.
- Милан Дединац

Милан Дединац (1902-1966) најизразитији је лирик међу надреалистима. Слично Црњанском, иако на други начин, он је следбеник творца српске лирске песме Бранка Радичевића. Није писао много, скоро читав његов песнички рад сабран је у књизи „Од немила до недрага” (1957). Бавио се и позоришном критиком. Већ после првих песама које је Дединац објавио критика је истакла лиризам, непосредност и музикалност као његова основна обележја. У свом песничком развоју ишао је обрнутим путем од оног који су прошли Црњански и други експресионисти. Заокрет од апстрактног лиризма раних песама к поезији стварности почиње с поемом „Један човек на прозору” (1937).
Основна је ситуација симболична: песник је на прозору, тачније иза затвореног прозора, и посматра олују што бесни по граду. Он као да се с муком одваја од затвореног и безбедног света у којем је до тада живео, окреће се свету изван себе, урања у спољна збивања, жуди за сусретима и давањем. Док је у овој поеми дата ситуација човека који посматра непогоду, у наредној збирци, „Песме из дневника заробљеника број 60211” (1947), имамо ситуацију човека у невремену, драму човековог пада у стварност. Рођен је у Крагујевцу, а умро у Опатији. Био је у браку са Радмилом Бунушевац. Похађао је Трећу мушку гимназију. У једном тренутку своје каријере био је главни уредник дневног листа „Политика”. Такође, једно време је био уметнички директор Југословенског драмског позоришта у Београду.
- Младен Димитријевић (Димитрије Дединац)
- Љубиша Јоцић
- Ђорђе Јовановић (песник)
- Ђорђе Костић
- Слободан Кушић
- Душан Матић

Душан Матић (1898-1980), песник и мислилац, с интелектуалним и филозофским тежњама. Као стваралац, он није највише дао у младости, него у зрелом добу. До рата се јављао у часописима (од 1923), а у засебним издањима само као коаутор. Прву самосталну књигу, збирку есеја „Један вид француске књижевности” (1952), објавио је у педесет и четвртој, а прву песничку књигу, „Багдала” (1954), у педесет и шестој години живота. Од тада до смрти био је веома плодан у обе области, и поезији и есејистици. Као и дуги надреалисти, прошао је кроз све фазе, од надреалистичке преко социјално-активистичке до неомодернистичке. Иако Матић као мисаони песник произлази више из европске него из домаће традиције, опет се намеће поређење између њега и других наших песника интелектуалаца, пре свих Стерије и Ракића.
Матићева есејистика припада такође највећим делом позном периоду његовог стварања. Од посебних књига ту се издвајају: „Анина балска хаљина” (1956), „На тапет дана” (1963), „Пропланак и ум” (1969) и др. У њима је развио препознатљив стил. Он пише лако, лепршаво, скачући слободно с предмета на предмет, реченицом увек јасном и прецизном, без ичег сувишног, китњастог. У његовим есејима, обично малим по обиму, налазимо типичну француску лежерност, али и доста површности и необавезности, уместо теоријских уопштавања. Рођен је у грађанској породици у Ћуприји. Студирао је у Паризу, на Филолошком факултету. Дипломирао је на Филозофском факултету у Београду. Неко време је радио као професор филозофије у гимназији. После два политичка хапшења, пензионисан је без осуде. Умро је у Београду.
- Бранислав Бранко Миловановић
- Растко Петровић
- Коча Поповић
- Петар Поповић
- Ристо Ратковић
- Марко Ристић

Марко Ристић (1902-1984), као и други надреалисти, писао је поезију („Од среће и од сна” (1925); Nox microcosmica (1956)), али му је песнички рад остао у сенци обимне есејистике и књижевне критике. Захваљујући њима, а не поезији, он заузима једно од веома истакнутих места у нашој књижевности 20. века. Од његових многобројних књига из тих области издвајају се: „Књижевна политика” (1952) и „Историја и поезија” (1962). У обема су углавном садржани радови из међуратног периода, у првој књижевне критике, а у другој есеји о начелним питањима.
У читавом свом раду, и оном из доба надреализма и оном каснијем, Ристић је остао привржен основним надреалистичким ставовима о природи и функцији књижевности и уметности. Њих је заступао с више страсти и истрајности него иједан други представник овог покрета. Рођен је у старој и угледној породици академика Јована Ристића. Школовао се у Србији и Швајцарској. Дипломирао је на Филозофском факултету у Београду. Био је ожењен Шевом Живадиновић са којом је имао ћерку Мару, а занимљиво је то да су им кумови били Александар Вучо и његова супруга Лула. Упознао је Бретона и француске надреалисте за време боравка у Паризу, где је настао и циклус колажа La vie mobile. Заједно са Шевом купио је слику Макса Ернста Сова (Птица у кавезу), која се данас налази у колекцији Музеја савремене уметности, Београд.
- Јелица Живадиновић - Шева Ристић
- Душан Дуда Тимотијевић
- Александар Вучо

Александар Вучо (1897-1985) као писац се веома разликује и од Матића и од других надреалиста. Јавио се у раним 20-им годинама песмама које лирском мекоћом и мелодиозношћу подсећају на Црњанског. У доба надреалистичког покрета објавио је три поеме: „Хумор Заспало” (1930), „Неменикуће” (1932) и „Ћирило и Методије” (1932). У њима је раскид с конвенцијама традиционалног песничког језика доведен до крајности. Оне су пуне вербалних досетки, игри речима, каламбура, смелих импровизација, бизарних и вибрантних спојева речи, „изван протектората разума”, како је приметио песник. Поема „Хумор Заспало” врхунац је те поезије апсурда и алогичности, најозлоглашеније наше модерно песничко дело, нека врста „Краља Ибија” српске поезије.
Грађена је на хуморно-бурлескним синтагматским спојевима, на звучним подударањима без смисла, насупрот смислу или чак у инат смислу, на необичним римовањима, понекад блиским начину на који дете доживљава свет. После ових дела изашла је поема за децу „Подвизи дружине "Пет петлића"”(1933), Вучово, можда, најуспешније песничко остварење. Од свих надреалиста Вучо се најраније окренуо роману. Његов први роман „Корен вида” (1928) изразио је лирско дело саткано од аутобиографске грађе поступком прилагођеним логици сна. Рођен је у трговачкој породици. Завршио је гимназију у Ници и уписао правни факултет у Паризу. Венчао се са Јулком Симеоновић у Паризу, са којом је добио два сина, Ђорђа и Јована. Радио је и као управник филмског предузећа Југославија, а касније и као директор Звезда филма, и Авала филма.
- Јулијана Лула Вучо
- Никола Вучо
- Стеван Живадиновић - Ване Бор
- Радојица Живановић Ное